# 1853
1853 (MDCCCLIII) byl rok, který dle gregoriánského kalendáře započal sobotou.

## Události
- 18. února – Na císaře Františka Josefa I. byl spáchán neúspěšný atentát.
- 1. března – Národní jednota moravská sv. Cyrila a Metoděje se usnesla na přejmenování na Matici moravskou
- 4. března – Demokrat Franklin Pierce se stal 14. americkým prezidentem.
- 8.–19. března – Během Povstání tchaj-pchingů proběhla bitva Nanking.
- 8. července – Komodor Matthew Perry přistál v Japonsku poblíž města Edo a zahájil proces otevírání se Japonska světu.
- 16. října – Začala Krymská válka mezi Ruskem a Osmanskou říší.
- 30. listopadu – Ruské námořnictvo zvítězilo v bitvě u Sinopu nad Osmanskou říší.
- 30. prosince – USA odkoupily od Mexika území, které začlenily do teritoria Nové Mexiko.
- Básník Karel Jaromír Erben vydal básnickou sbírku Kytice.

### Probíhající události
- 1817–1864 – Kavkazská válka
- 1850–1864 – Povstání tchaj-pchingů
- 1853–1856 – Krymská válka

## Vědy a umění
- básník Karel Jaromír Erben vydal sbírku Kytice
- Gail Borden vyrobil zahuštěné mléko a džus – koncentrát z ovocných plodů. Dodával tyto potraviny za občanské války mezi Severem a Jihem armádě a vydělal si pěkné jmění.
- Byl objeven chemický prvek samarium.

## Narození

### Česko

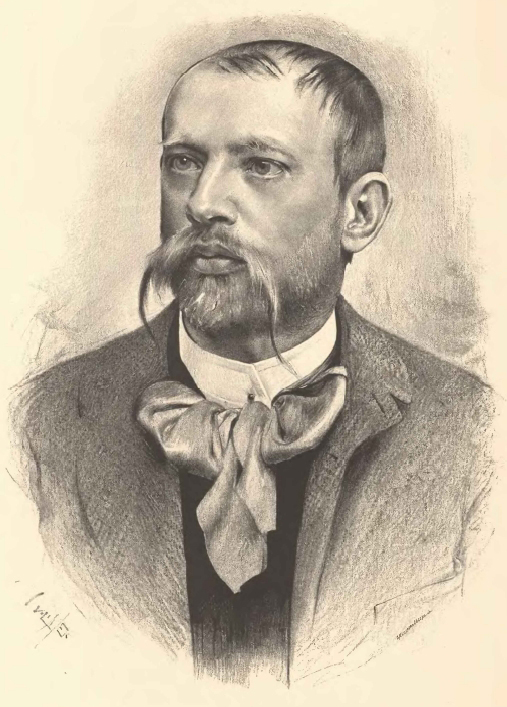
Jaroslav Vrchlický (* 17. února)

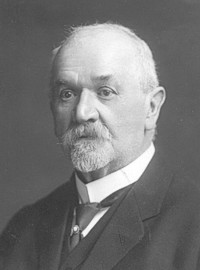
Josef Thomayer (* 23. března)

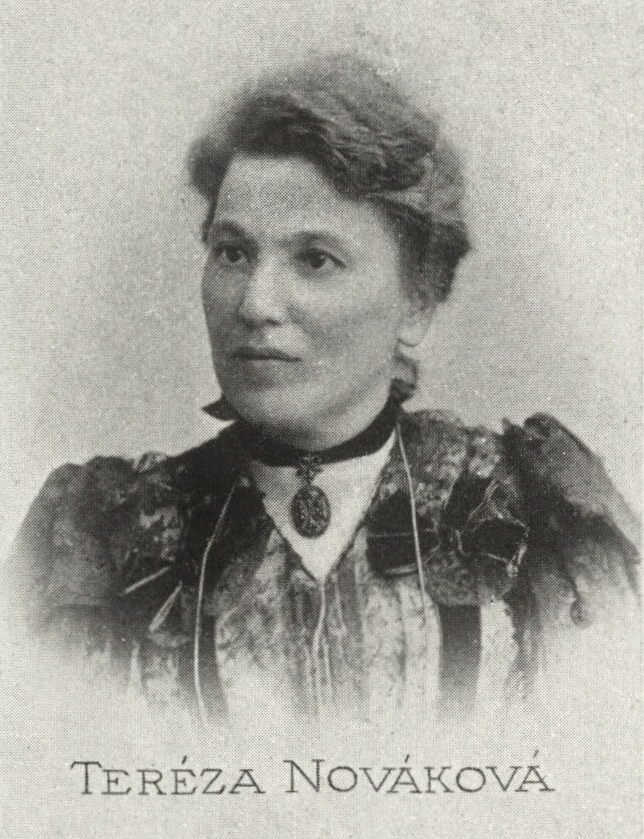
Teréza Nováková (* 31. července)

- 5. ledna – Ferdinand Hotový, opat kláštera v Nové Říši († 1. května 1928)
- 6. ledna – Karl Eppinger, právník a politik německé národnosti († 15. července 1911)
- 8. ledna – Alain Benjamin Rohan, šlechtic, voják, politik († 23. února 1914)
- 13. ledna – Antonín Rezek, historik († 4. února 1909)
- 31. ledna – František Pánek, československý politik († 27. května 1945)
- 8. února – Ondřej Boleslav Petr, slezský vlastenec, učitel, herec († 27. června 1893)
- 17. února – Jaroslav Vrchlický, spisovatel († 9. září 1912)
- 27. února – Josef Holeček, spisovatel († 6. března 1929)
- 10. března – Karel Maydl, lékař, zakladatel české chirurgie († 8. srpna 1903)
- 13. března – Josef Jeřábek, hudební skladatel a publicista († 30. června 1914)
- 23. března
  - Josef Braniš, historik umění, archeolog a spisovatel († 25. prosince 1911)
  - Josef Thomayer, lékař († 18. října 1927)
- 1. dubna – Josef Klenka, sokolský funkcionář († 19. července 1932)
- 18. dubna – Rudolf Pokorný, básník a překladatel († 19. září 1887)
- 20. dubna – Šimon Wels, obchodník a spisovatel († 1. listopadu 1922)
- 5. května – Eduard Vojan, herec († 31. května 1920)
- 24. května – Otakar Kudrna, poslanec Českého zemského sněmu a starosta Netolic († 15. června 1940)
- 26. května – Bohumil Bečka, astronom († 25. června 1908)
- 4. června – Karel Haak, hudební skladatel († 5. srpna 1937)
- 7. července – Jan Říha, pomolog a šlechtitel († 12. července 1922)
- 24. července – Jakub Alois Jindra, buditel dobrovolného hasičstva († 16. srpna 1908)
- 28. července – Velebín Urbánek, hudební nakladatel († 26. září 1892)
- 31. července – Teréza Nováková, spisovatelka († 13. listopadu 1912)
- 7. srpna – Justin Václav Prášek, historik, orientalista († 24. prosince 1924)
- 27. srpna – Jan Jursa, autor slabikářů a učebnic češtiny († 21. srpna 1938)
- 28. srpna – Jan Dobruský, šachový skladatel († 31. května 1907)
- 4. září – Richard Harry Fletcher, britský žokej žijící v Čechách († 10. května 1926)
- 9. září – Tomáš Škrdle, průkopník křesťanského socialismu († 29. listopadu 1913)
- 10. září – Ferdinand Blumentritt, autor článků a knih o Filipínách († 20. září 1913)
- 25. září – František Snopek, církevní historik a archivář († 19. března 1921)
- 4. října
  - František Pastrnek, jazykovědec, slavista († 17. února 1940)
  - Karel Knittl, skladatel a dirigent († 17. března 1907)
- 7. října – František Jaroslav Rypáček, literární historik, básník a spisovatel († 30. května 1917)
- 12. října – Jan Jaroš, poslanec Českého zemského sněmu a Říšské rady († 28. listopadu 1903)
- 14. listopadu – Karel Cumpfe, klasický filolog († 25. února 1931)
- 5. prosince – František Mnohoslav Vrána, básník a folklorista († 6. června 1882)
- 9. prosince – Karel Ferdinand Rudl, hudební skladatel († 21. srpna 1917)
- 14. prosince – Karel Ladislav Thuma, malíř († 22. července 1917)
- 18. prosince – Josef Král, klasický filolog († 17. září 1917)
- 19. prosince – Peter Riedl, pražský německý novinář a spisovatel († 26. května 1925)
- 21. prosince – Jan Václav Novák, literární historik († 30. dubna 1920)
- 26. prosince – Lucie Bakešová, etnografka a sociální pracovnice († 2. dubna 1935)
- 27. prosince – Wilhelm Kiesewetter, novinář a politik německé národnosti († 20. dubna 1925)
- neznámé datum – Franz Peer, poslanec Říšské rady a Moravského zemského sněmu a starosta Dyjákovic († 1938)

### Svět

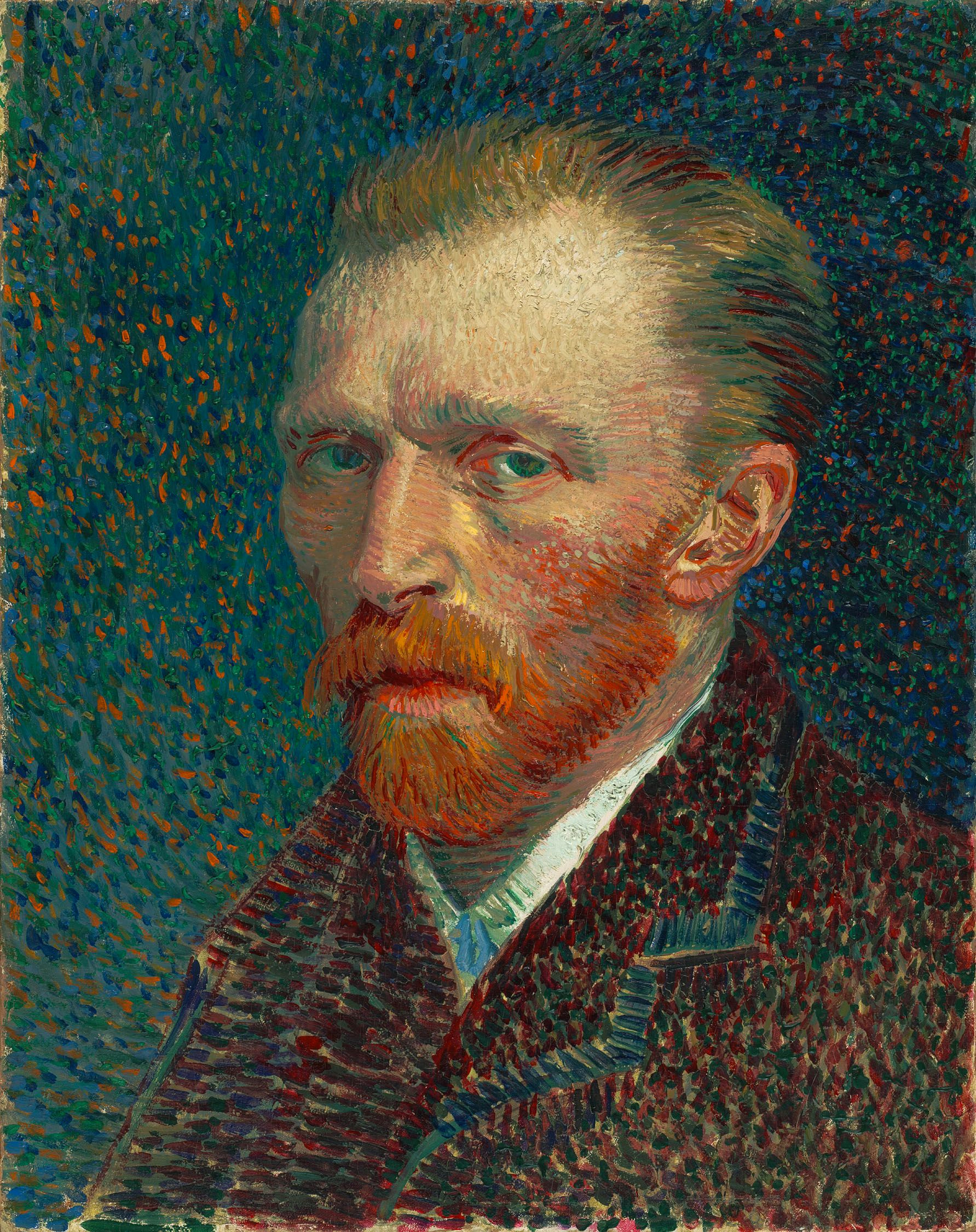
Vincent van Gogh (* 30. března)

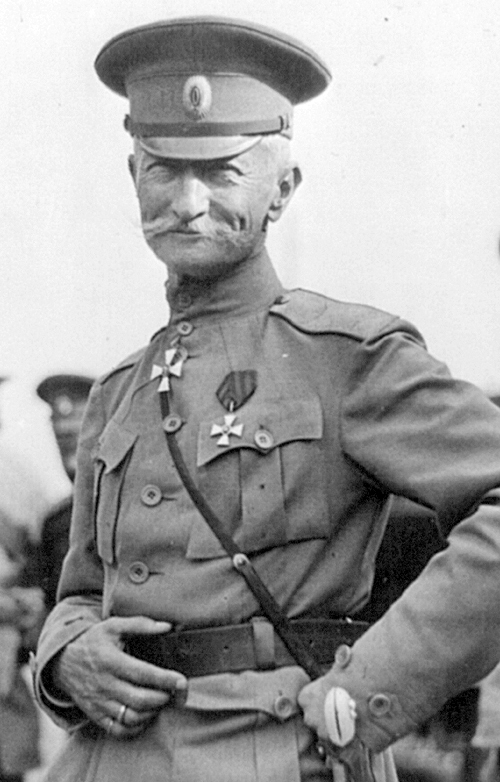
Alexej Alexejevič Brusilov (* 19. srpna)

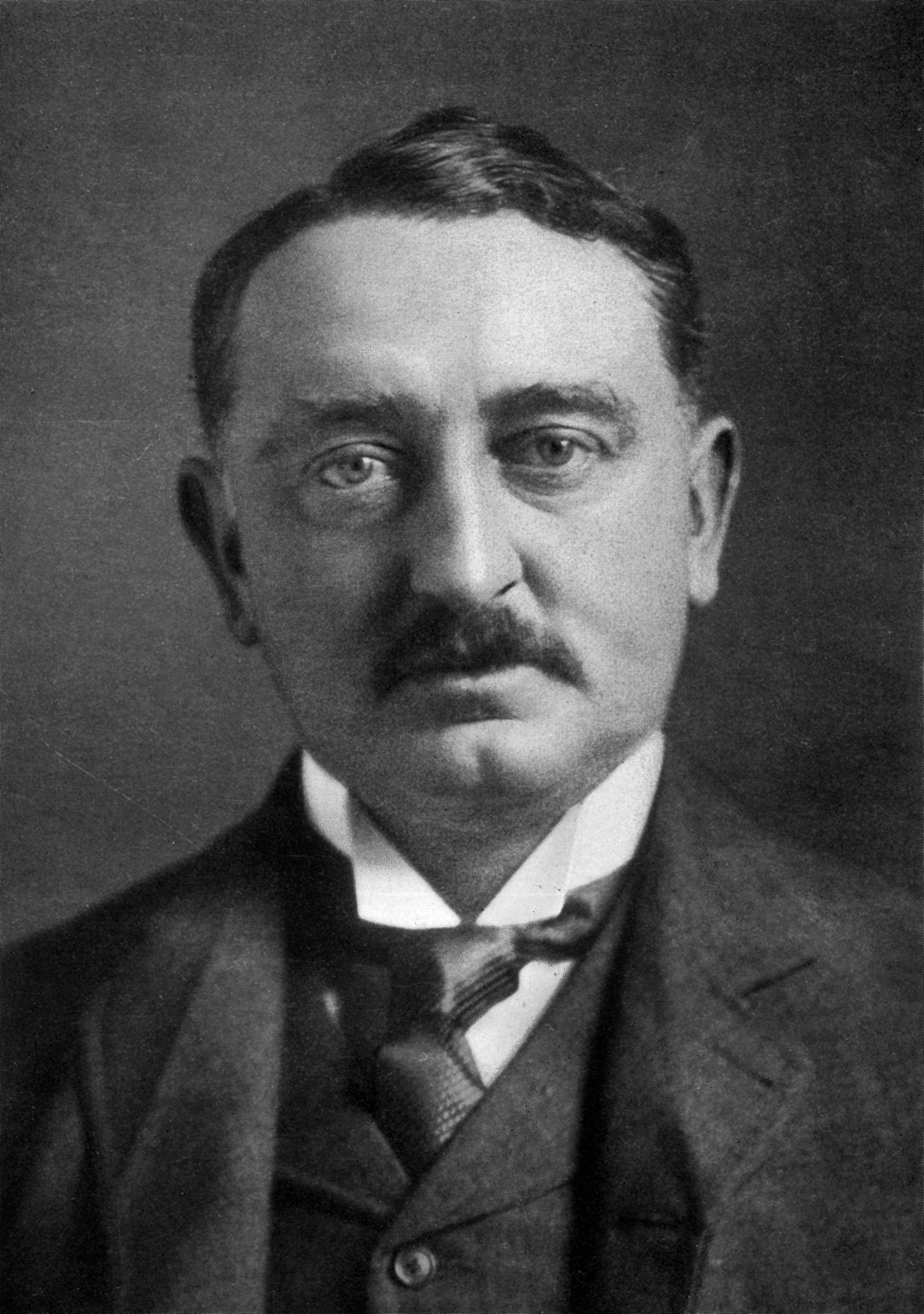
Cecil Rhodes (* 5. července)

- 4. ledna – Şayan Kadınefendi, třetí manželka osmanského sultána Murada V. († 15. března 1945)
- 24. ledna – Guillermo de Osma y Scull, španělský diplomat, archeolog a politik († 7. února 1922)
- 28. ledna
  - José Martí, kubánský národní hrdina († 19. května 1895)
  - Vladimir Sergejevič Solovjov, ruský filosof († 13. srpna 1900)
- 30. ledna – William Heerlein Lindley, britský vodárenský inženýr († 30. prosince 1917)
- 3. února – Egon Hohenlohe-Waldenburg-Schillingsfürst, rakouský šlechtic († 10. září 1896)
- 25. února – Karl von Weizsäcker, německý politik († 2. února 1926)
- 12. března – Simon Newcomb, kanadsko-americký matematik a astronom († 11. července 1909)
- 14. března – Ferdinand Hodler, švýcarský malíř († 19. května 1918)
- 24. března – Seweryn Kniaziołucki, předlitavský státní úředník a politik († 24. února 1913)
- 29. března – Elihu Thomson, americký vynálezce († 13. března 1937)
- 30. března – Vincent van Gogh, nizozemský malíř († 29. července 1890)
- 6. dubna – Vladimir Kokovcov, premiér Ruského impéria († 29. ledna 1943)
- 7. dubna
  - Martial Caillebotte, francouzský fotograf, skladatel a filatelista († 16. ledna 1910)
  - Leopold, vévoda z Albany, syn britské královny Viktorie († 27. března 1884)
- 9. dubna – Gaston Bonnier, francouzský botanik († 30. prosince 1922)
- 24. dubna – Alphonse Bertillon, francouzský policejní důstojník, zakladatel antropometrie († 13. února 1914)
- 7. května – Franz Wickhoff, rakouský historik umění († 6. dubna 1909)
- 11. května – Benedetto Lorenzelli, italský filosof, právník, diplomat a teolog († 15. září 1915)
- 21. května – Heinrich Lammasch, poslední ministerský předseda Rakousko-Uherska († 6. ledna 1920)
- 23. května – Victor von Röll, předlitavský státní úředník a politik († 12. října 1922)
- 28. května – Carl Larsson, švédský malíř († 22. ledna 1919)
- 3. června – William Flinders Petrie, anglický egyptolog († 28. července 1942)
- 5. června
  - Heinrich Prade, rakousko-uherský politik († 22. dubna 1927)
  - Arnošt Filip Hohenlohe, německý šlechtic a dědičný bavorský princ († 26. prosince 1915)
- 18. června – Mato Kosyk, lužickosrbský básník, publicista a prozaik († 22. listopadu 1940)
- 26. června – Frederick H. Evans, britský fotograf († 24. června 1943)
- 5. července
  - Tivadar Kosztka Csontváry, maďarský malíř († 20. června 1919)
  - Cecil Rhodes, britský koloniální podnikatel a politik († 26. března 1902)
- 14. červenec – Eduard Kullmann, pachatel atentátu na Otto von Bismarcka († 16. březen 1892)
- 17. července
  - Martin Krause, německý klavírní virtuos, hudební pedagog a spisovatel († 2. srpna 1918)
  - Ludwik Ćwikliński, polský filolog a politik († 3. října 1942)
- 18. července – Hendrik Antoon Lorentz, nizozemský fyzik, laureát Nobelovy ceny († 4. února 1928)
- 27. července – Vladimir Galaktionovič Korolenko, ruský spisovatel († 25. prosince 1921)
- 19. srpna – Alexej Alexejevič Brusilov, ruský generál jezdectva († 17. března 1926)
- 21. srpna – Émile Mayade, francouzský automobilový závodník († 18. září 1898)
- 28. srpna
  - František I. z Lichtenštejna, lichtenštejnský kníže († 25. července 1938)
  - Vladimir Šuchov, ruský vědec a architekt († 2. února 1939)
- 2. září – Wilhelm Ostwald, fyzikální chemik, nositel Nobelovy ceny († 4. dubna 1932)
- 11. září – Kateřina Schrattová, herečka rakouského Burgtheatru († 17. dubna 1940)
- 13. září – Hans Christian Gram, dánský bakteriolog († 14. listopadu 1938)
- 16. září – Albrecht Kossel, německý lékař, nositel Nobelovy ceny († 5. července 1927)
- 21. září – Heike Kamerlingh Onnes, nizozemský fyzik († 21. února 1926)
- 23. září – Konstantin Stoilov, bulharský politik († 23. března 1901)
- 29. září – Thyra Dánská, dánská princezna († 26. února 1933)
- 6. října – Francis Meadow Sutcliffe, anglický fotograf († 31. května 1941)
- 17. října – Marie Alexandrovna Romanovová, ruská velkokněžna († 24. října 1920)
- 31. října – Nikolaj Kibalčič, ruský revolucionář († 13. dubna 1881)
- 1. listopadu – Maurice Leloir, francouzský malíř, grafik, ilustrátor, historik a spisovatel († 7. října 1940)
- 18. listopadu
  - Josef Melan, rakouský stavební inženýr († 6. února 1941)
  - Leopold Pötsch, učitel Adolfa Hitlera († 16. října 1942)
- 20. listopadu – Oskar Potiorek, rakousko-uherský generál († 17. prosince 1933)
- 25. listopadu – Jozef Škultéty, slovenský literární kritik, historik, jazykovědec († 19. ledna 1948)
- 14. prosince – Errico Malatesta, italský anarchokomunista († 22. července 1932)
- 26. prosince – Wilhelm Dörpfeld, německý architekt a archeolog († 25. dubna 1940)
- neznámé datum
  - Musa al-Husajni, palestinský politik a starosta Jeruzaléma († 27. března 1934)
  - Aristides Baltazzi, rakousko-uherský politik († 1914)
  - Joaquim Augusto de Sousa, portugalský fotograf († 1905)
  - Charles Howard Hinton, britský matematik a spisovatel († 30. dubna 1907)
  - James Lafayette, irský fotograf († 1923)

## Úmrtí

### Česko
- 11. února – Georg Böhm, západočeský lidový sochař (* 31. prosince 1789)
- 13. března – Vincenc Eduard Milde, litoměřický biskup, vídeňský arcibiskup (* 11. května 1777)
- 20. května – Josef Dlask, rychtář a písmák (* 12. července 1782)
- 17. června – Klement Antonín Zahrádka, opat kláštera v Oseku u Duchcova (* 10. ledna 1786)
- 10. srpna – František Jaromír Rubeš, právník a spisovatel (* 16. ledna 1814)
- 5. října – Josef Dittrich, biskup a teolog (* 25. dubna 1794)
- 3. listopadu – Jan Jindřich Marek, kněz a spisovatel (* 4. listopadu 1803)
- 18. prosince – Antonín Veith, majitel panství Liběchov a mecenáš školství, věd a umění (* 3. ledna 1793)
- neznámé datum – Mikuláš Kraft, violoncellista a hudební skladatel českého původu (* 14. prosince 1778)

### Svět

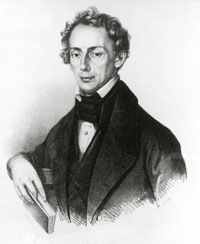
Christian Doppler († 17. března)

- 2. ledna – Nesrin Hanımefendi, jedenáctá manželka osmanského sultána Abdulmecida I. (* ?)
- 16. ledna – Rainer Josef Habsbursko-Lotrinský, rakouský arcivévoda, syn císaře Leopolda II. (* 30. září 1783)
- 20. ledna – Melchior von Diepenbrock, německý kardinál (* 6. ledna 1798)
- 4. února – Marie Amálie Brazilská, dcera brazilského císaře Petra I. (* 1. prosince 1831)
- 26. února – János Libényi, maďarský nacionalista, který spáchal atentát na Františka Josefa I. (* 1831)
- 27. února – August I. Oldenburský, oldenburský velkovévoda (* 13. července 1783)
- 3. března – Joseph Gabet, francouzský misionář (* 4. prosince 1808)
- 8. března – Edward John Dent, anglický hodinář (* 19. srpna 1790)
- 11. března – Karl von Hohenzollern-Sigmaringen, kníže (* 20. února 1785)
- 17. března – Christian Andreas Doppler, rakouský fyzik, (* 29. listopadu 1803)
- 18. března – Adela Ostrolúcka, slovenská šlechtična (* 31. března 1824)
- 30. března – Abigail Fillmoreová, manželka 13. prezidenta USA Millarda Fillmorea (* 13. března 1798)
- 18. dubna – William R. King, americký právník a 13. viceprezident USA (* 7. dubna 1786)
- 28. dubna – Ludwig Tieck, německý básník, prozaik a dramatik (* 31. května 1773)
- 2. května – Bezmiâlem Sultan, druhá manželka osmanského sultána Mahmuda II. a matka sultána Abdulmecida I. (* 1807)
- 18. května – Lionel Kieseritzky, německý šachový mistr (* 1. ledna 1806)
- 14. června – Zacharij Zograf, bulharský malíř (* 8. října 1810)
- 1. července – Branko Radičević, srbský básník (* 28. března 1824)
- 9. srpna – Józef Maria Hoene-Wroński, polský filozof a matematik (* 23. srpna 1776)
- 2. října – François Arago, francouzský matematik, fyzik, astronom a politik (* 26. února 1786)
- 6. října – Simon Greenleaf, americký právník (* 5. prosince 1783)
- 15. listopadu – Marie II. Portugalská, portugalská královna (* 4. dubna 1819)
- 1. prosince – Louis Visconti, francouzský architekt (* 11. února 1791)
- 24. prosince – Ján Andraščík, slovenský kněz a spisovatel (* 6. srpna 1799)
- neznámé datum
  - Lozang Tänpä, tibetský pančhenlama (* 1782)
  - Daniel Block, americký židovský aktivista (* 1802)

## Hlavy států

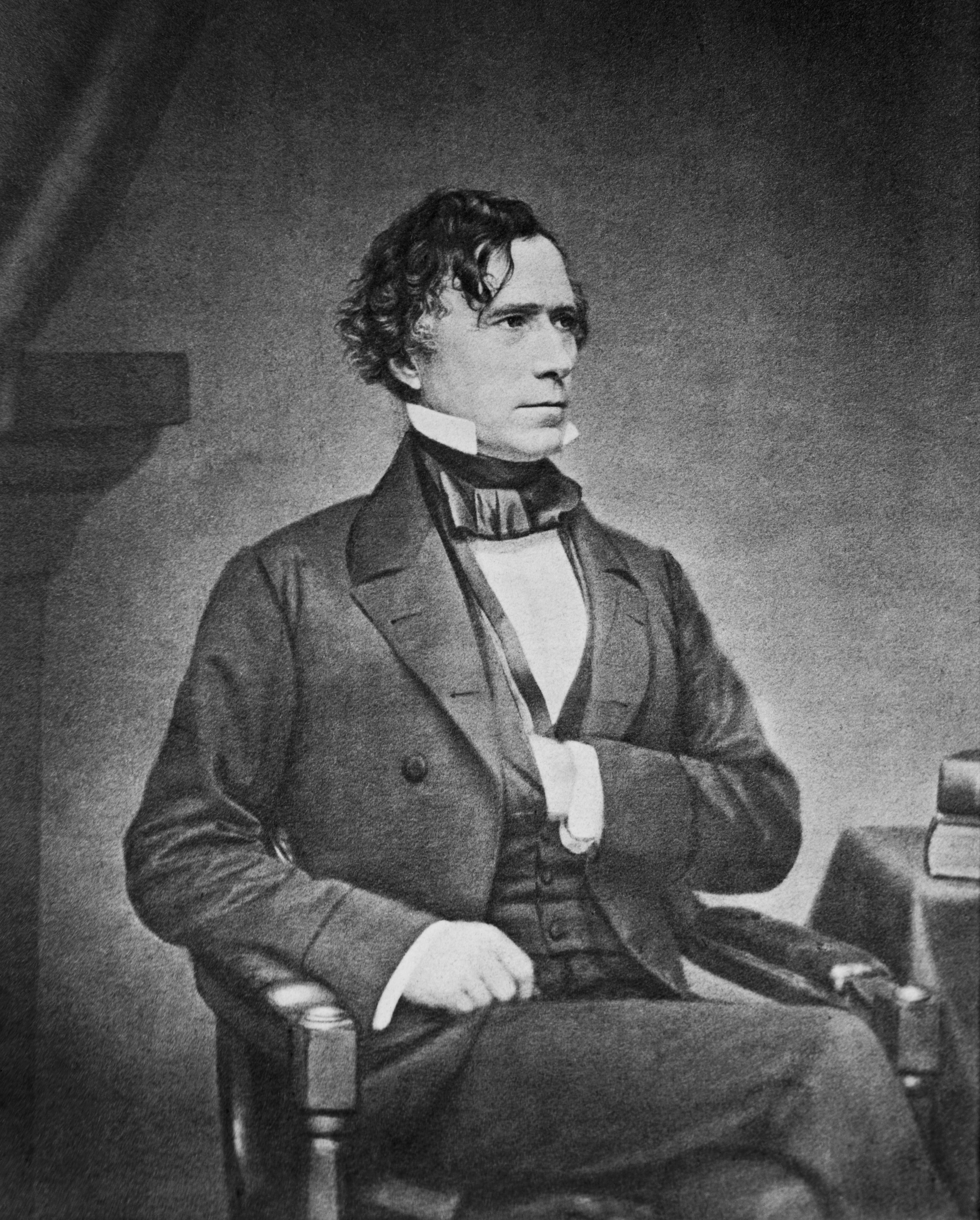
Americkým prezidentem se stal Franklin Pierce

- Francie – Napoleon III. (1852–1870)
- Království obojí Sicílie – Ferdinand II. (1830–1859)
- Osmanská říše – Abdülmecid I. (1839–1861)
- Prusko – Fridrich Vilém IV. (1840–1861)
- Rakouské císařství – František Josef I. (1848–1916)
- Rusko – Mikuláš I. (1825–1855)
- Spojené království – Viktorie (1837–1901)
- Španělsko – Isabela II. (1833–1868)
- Švédsko – Oskar I. (1844–1859)
- USA – Millard Fillmore (1850–1853) do 4. března / Franklin Pierce (1853–1857) od 4. března
- Papež – Pius IX. (1846–1878)
- Japonsko – Kómei (1846–1867)
- Lombardsko-benátské království – Josef Radecký